# 2007–2008-as angol labdarúgó-bajnokság (másodosztály)
A 2007–2008-as angol labdarúgó-másodosztály, más néven The Football League vagy Coca-Cola Football League a bajnokság 16. szezonja a megalakulása óta.

## Változások az előző idényhez képest
A Championshipből feljutott a Premier League-be
- Derby County
- Birmingham City
- Sunderland

A Championshipből kiesett a League One-ba
- Leeds United
- Luton Town
- Southend United

A Championshipbe kiesett a Premier League-ből
- Charlton Athletic
- Sheffield United
- Watford

A Championshipbe feljutott a League One-ból
- Blackpool
- Bristol City
- Scunthorpe United

## Tabella
| #   | Csapat                       | M  | GY | D  | V  | G+ – G– | GK  | P  | Megjegyzések        |
| --- | ---------------------------- | -- | -- | -- | -- | ------- | --- | -- | ------------------- |
| 1.  | West Bromwich Albion (B) (F) | 46 | 23 | 12 | 11 | 88–55   | +33 | 81 | Premier League      |
| 2.  | Stoke City (F)               | 46 | 21 | 16 | 9  | 69–55   | +14 | 79 | Premier League      |
| 3.  | Hull City (F) (R)            | 46 | 21 | 12 | 13 | 65–47   | +18 | 75 | Play-off            |
| 4.  | Bristol City                 | 46 | 20 | 14 | 12 | 54–53   | +1  | 74 | Play-off            |
| 5.  | Crystal Palace               | 46 | 18 | 17 | 11 | 58–42   | +16 | 71 | Play-off            |
| 6.  | Watford                      | 46 | 18 | 16 | 12 | 62–56   | +6  | 70 | Play-off            |
| 7.  | Wolverhampton Wanderers      | 46 | 18 | 16 | 12 | 53–48   | +5  | 70 |                     |
| 8.  | Ipswich Town                 | 46 | 18 | 15 | 13 | 65–56   | +9  | 69 |                     |
| 9.  | Sheffield United             | 46 | 17 | 15 | 14 | 56–51   | +5  | 66 |                     |
| 10. | Plymouth Argyle              | 46 | 17 | 13 | 16 | 60–50   | +10 | 64 |                     |
| 11. | Charlton Athletic            | 46 | 17 | 13 | 16 | 63–58   | +5  | 64 |                     |
| 12. | Cardiff City                 | 46 | 16 | 16 | 14 | 59–55   | +4  | 64 |                     |
| 13. | Burnley                      | 46 | 14 | 16 | 16 | 60–67   | −7  | 58 |                     |
| 14. | Queens Park Rangers          | 46 | 14 | 16 | 16 | 60–66   | −6  | 58 |                     |
| 15. | Preston North End            | 46 | 15 | 11 | 20 | 50–56   | −6  | 56 |                     |
| 16. | Sheffield Wednesday          | 46 | 14 | 13 | 19 | 54–55   | −1  | 55 |                     |
| 17. | Norwich City                 | 46 | 15 | 10 | 21 | 49–59   | −10 | 55 |                     |
| 18. | Barnsley                     | 46 | 14 | 13 | 19 | 52–65   | −13 | 55 |                     |
| 19. | Blackpool                    | 46 | 12 | 18 | 16 | 59–64   | −5  | 54 |                     |
| 20. | Southampton                  | 46 | 13 | 15 | 18 | 56–72   | −16 | 54 |                     |
| 21. | Coventry City                | 46 | 14 | 11 | 21 | 52–64   | −12 | 53 |                     |
| 22. | Leicester City (K)           | 46 | 12 | 16 | 18 | 42–45   | −3  | 52 | Kiesett: League One |
| 23. | Scunthorpe United (K)        | 46 | 11 | 13 | 22 | 46–69   | −23 | 46 | Kiesett: League One |
| 24. | Colchester United (K)        | 46 | 7  | 17 | 22 | 62–86   | −24 | 38 | Kiesett: League One |

Utolsó frissítés: 2013. június 24. 
Forrás: Football League Tables 
A rangsorolás alapszabályai: 1. összpontszám, 2. egymás elleni eredmények összpontszáma, 3. gólkülönbség, 4. szerzett gólok száma.
(B): Bajnokcsapat, (K): Kieső csapat, (F): Feljutó csapat, (I): Kupainduló, (R): A rájátszás győztese, (KGY): Kupagyőztes

## Rájátszás
|  | Elődöntők      | Elődöntők      | Elődöntők    |   |           | Döntő     | Döntő | Döntő |
|  |                |                |              |   |           |           |       |       |
|  |                |                |              |   |           |           |       |       |
|  | Hull City      | Hull City      | 2 4          |   |           |           |       |       |
|  | Watford        | Watford        | 0 1          |   |           |           |       |       |
|  |                |                |              |   |           |           |       |       |
|  |                |                |              |   |           |           |       |       |
|  |                |                |              |   | Hull City | Hull City | 1     |       |
|  |                | Bristol City   | Bristol City | 0 |           |           |       |       |
|  |                |                |              |   |           |           |       |       |
|  |                |                |              |   |           |           |       |       |
|  |                |                |              |   |           |           |       |       |
|  |                |                |              |   |           |           |       |       |
|  | Bristol City   | Bristol City   | 2            |   |           |           |       |       |
|  | Crystal Palace | Crystal Palace | 1            |   |           |           |       |       |

## Góllövőlista
| # | Játékos             | Csapat                                  | Gól |
| - | ------------------- | --------------------------------------- | --- |
| 1 | Sylvan Ebanks-Blake | Plymouth Argyle Wolverhampton Wanderers | 23  |
| 2 | James Beattie       | Sheffield United                        | 22  |
|   | Kevin Phillips      | West Bromwich Albion                    | 22  |
| 4 | Stern John          | Southampton                             | 19  |
| 5 | Kevin Lisbie        | Colchester United                       | 17  |
| 6 | Clinton Morrison    | Crystal Palace                          | 16  |
| 7 | Fraizer Campbell    | Hull City                               | 15  |
|   | Ricardo Fuller      | Stoke City                              | 15  |
| 9 | Liam Lawrence       | Stoke City                              | 14  |

Forrás:

## Fordítás
- Ez a szócikk részben vagy egészben  a(z)   2007–08 Football League Championship című angol Wikipédia-szócikk fordításán alapul.  Az eredeti cikk szerkesztőit annak laptörténete sorolja fel. Ez a jelzés csupán a megfogalmazás eredetét és a szerzői jogokat jelzi, nem szolgál a cikkben szereplő információk forrásmegjelöléseként.